# Manhiça
Manhiça je grad u Mozambiku, u pokrajini Maputo. Leži na rijeci Komati, 70 km sjeverno od glavnog grada, Maputoa, s kojim je povezana željezničkom prugom.
Manhiça je 2007. imala 56.165 stanovnika.